# 컹바쁭

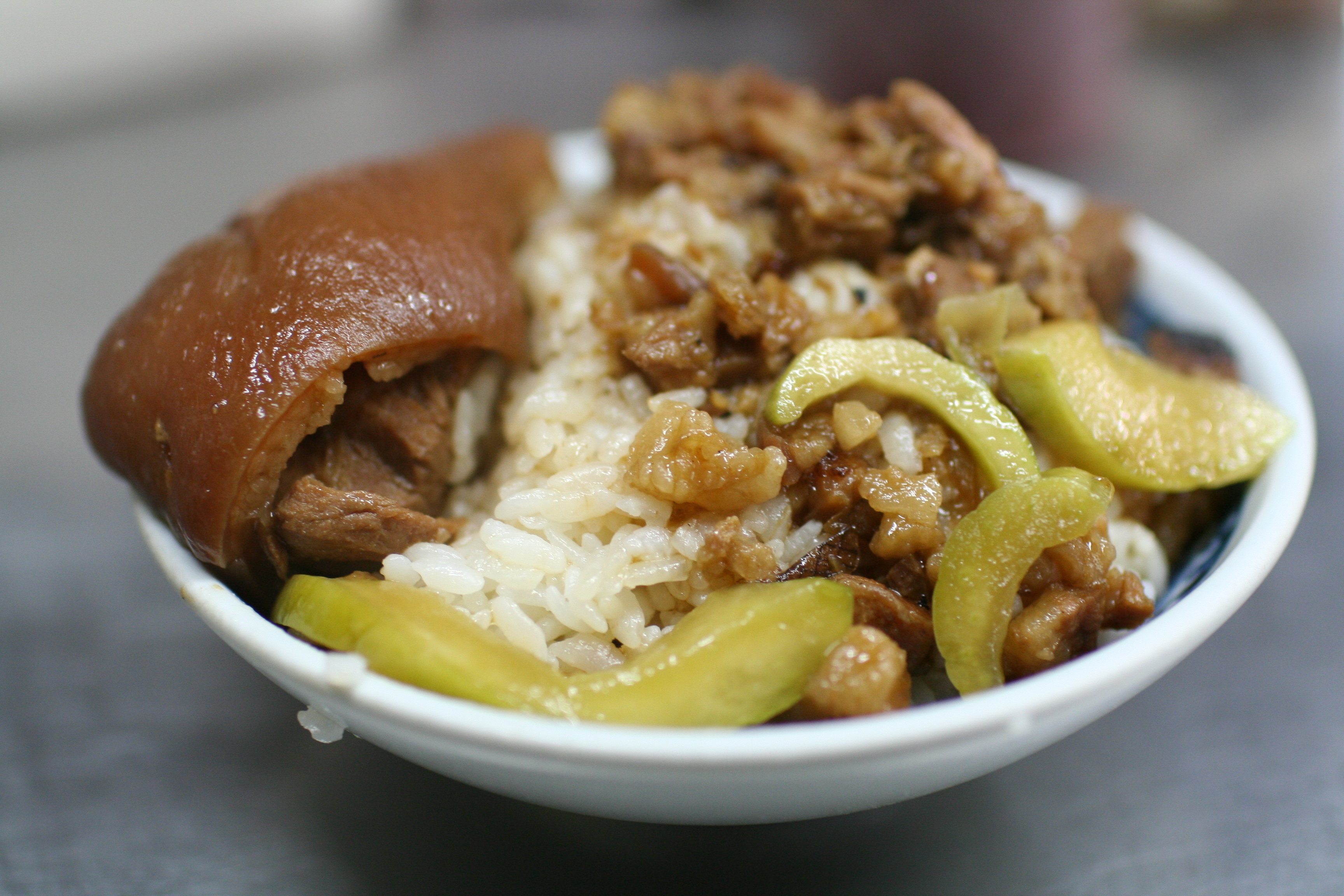
컹바쁭

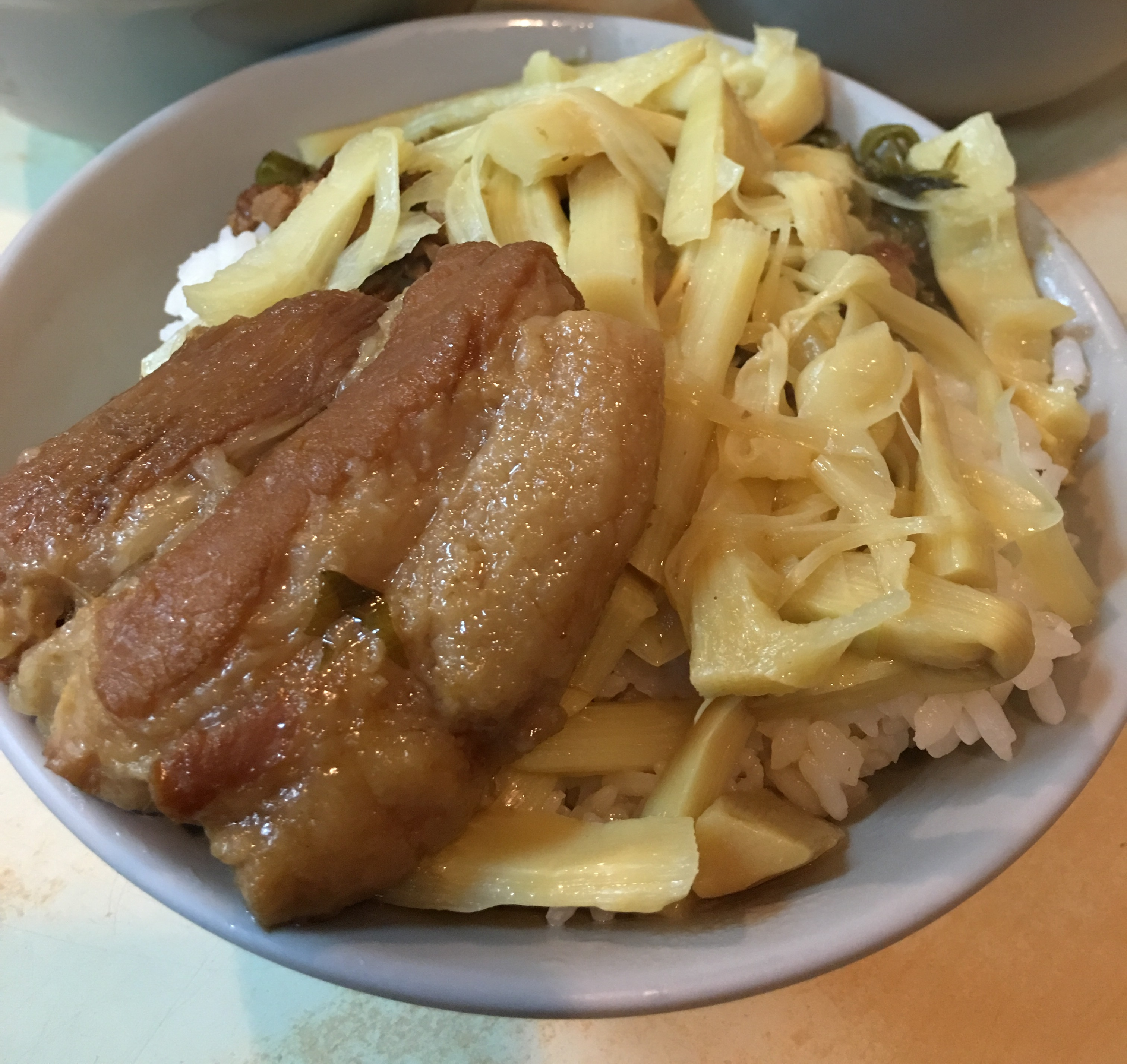
컹바쁭

컹바쁭(대만어: khòng bah pn̄g, 한자: 炕肉飯)은 대만과 중국 푸젠성에서 먹는 대만의 돼지고기 가이판이다. 요리는 지역에 따라 다르지만 일반적으로는 루(滷)라는 간장과 설탕에 삶아서 절인 요리법으로 요리한 삼겹살 덩어리를 밥 위에 얹어 먹는다. 종종 반찬으로 중국식 피클인 파오차이와 함께 먹는다.
컹바쁭은 정식 식사로도 적합해서 비슷한 음식인 로바쁭(다진 돼지고기 덮밥)과 함께 대만에서는 스낵바에서 컹바쁭을 자주 볼 수 있을 뿐만 아니라 뷔페와 도시락에서도 컹바쁭을 자주 볼 수 있다. 예를 들어, 현재 대만의 테이크아웃 도시락 중 컹바쁭 도시락은 돼지발 도시락, 갈비 도시락, 닭다리 도시락과 함께 매장에서 가장 많이 선택하는 종류로 자주 꼽힌다.
컹바쁭은 중국 취안저우시에서 유래한 것으로 추정되며 청나라 때 이민자들에 의해 대만으로 전해졌다. 하카 요리, 싱가포르 요리, 말레이시아 요리에서도 유사한 요리가 존재한다. 돼지고기 덮밥은 대만 요리 중에서 가장 눈에 띄는 음식 중 하나이다.

## 이름
"컹바쁭"은 대만 북부에서 부르는 이름이며, 대만 남부에서 부르는 이름은 로바쁭(대만어: ló͘ bah pn̄g, 滷肉飯)이다. 대만 북부에서 "로바쁭"으로 부르는 음식을 대만 남부에서는 "바서쁭"이라 부른다.

## 장화시의 컹바쁭

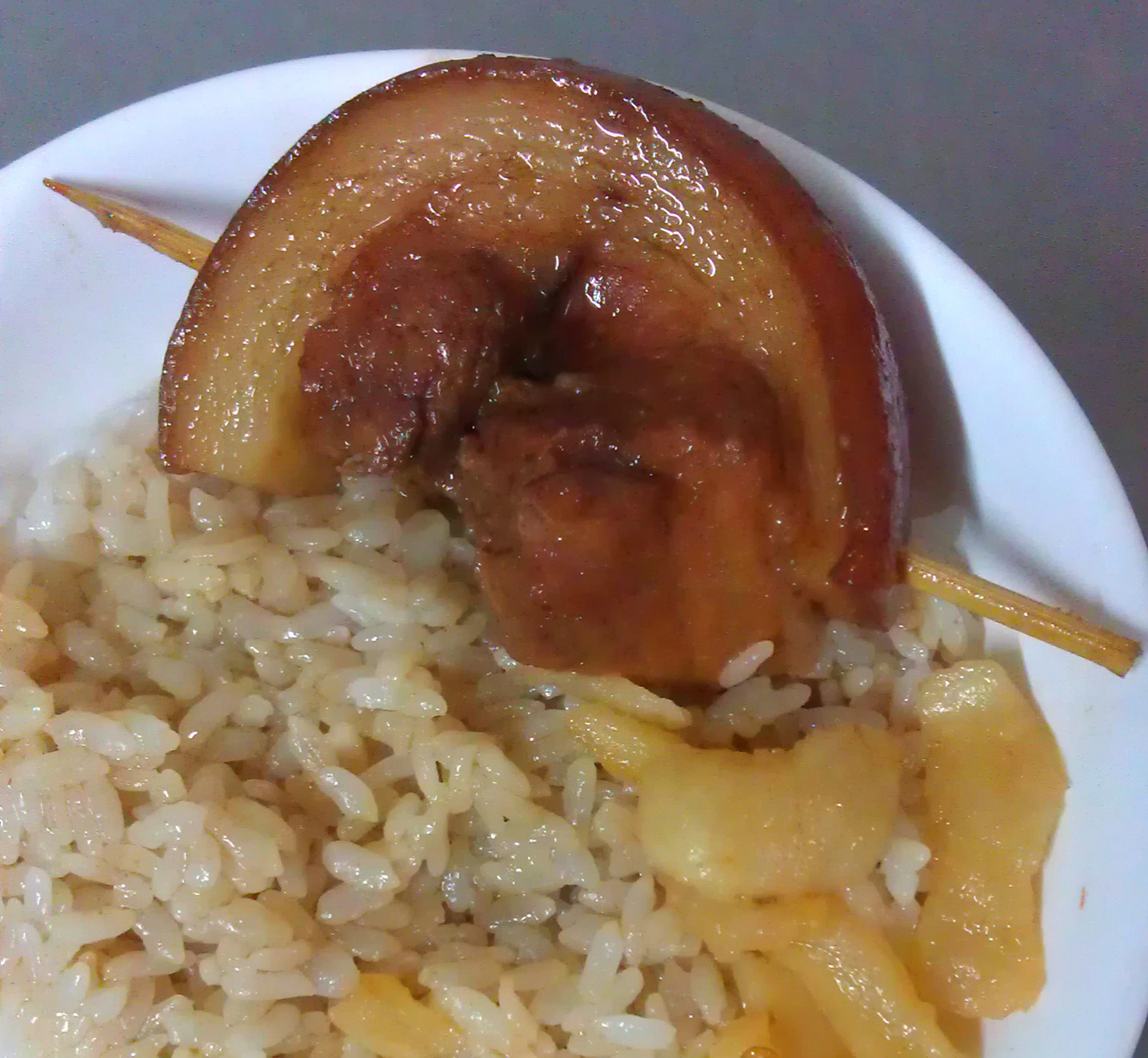
장화산의 컹바쁭 한 그릇. 살코기와 지방을 연결한다.

컹바쁭은 바우안, 고양이쥐 국수(땅아미와 유사)와 함께 장화시의 3대 필수 요리 중 하나로, 다른 지역과의 가장 큰 차이는 삼겹살 대신 뒷다리살을 사용한다는 점이다. 이 부위의 지방과 살코기는 준비 과정에서 분리되는 경우가 종종 있기 때문에, 상인들은 보통 이쑤시개를 사용하여 지방과 살코기를 연결한다. 이 요리는 아침 식사와 시우예를 포함하여 하루 종일 먹는다.
2011년 대만 장화현 장화시에서는 컹바쁭 축제를 개최하였다. 18명의 지역 상인들이 초대되었으며, 마잉주 전 대만 총통도 행사에 방문하였다. 2012년 장화시에서는 647 킬로그램 (1,426 lb)의 가장 큰 돼지고기 조림으로 기네스 세계 기록을 세웠다.

## 같이 보기
- 대만 요리
- 로바쁭